# 索兰河畔勒穆利内
索兰河畔勒穆利内（法語：Le Moulinet-sur-Solin，法語發音：[lə mulinɛ syʁ sɔlɛ̃]）是法国卢瓦雷省的一个市镇，属于蒙塔日区。

## 地理
索兰河畔勒穆利内（47°50'15"N, 2°37'33"E）面积19.37 平方千米，位于法国中央-卢瓦尔河谷大区卢瓦雷省，该省份为法国中北部省份，北起埃松省，西北接厄尔-卢瓦省，西南接卢瓦-谢尔省，南至涅夫勒省和谢尔省，东临约讷省，东北接塞纳-马恩省。
与索兰河畔勒穆利内接壤的市镇（或旧市镇、城区）包括：瓦雷讷-尚日、莱舒、当皮埃尔昂比尔利、朗热斯、蒙特罗。

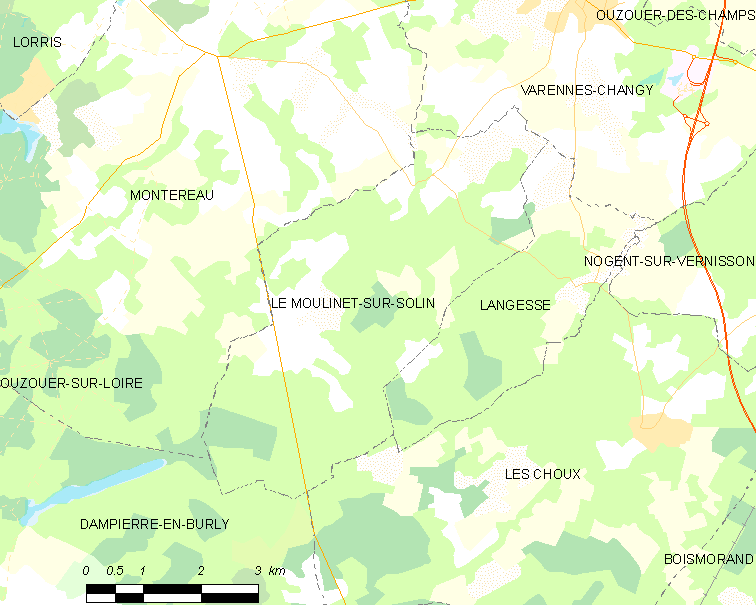
索兰河畔勒穆利内的OSM定位图

索兰河畔勒穆利内的时区为UTC+01:00、UTC+02:00（夏令时）。

## 行政
索兰河畔勒穆利内的邮政编码为45290，INSEE市镇编码为45218。

## 政治
索兰河畔勒穆利内所属的省级选区为日安县。

## 人口

1962-2008年间索兰河畔勒穆利内人口变化图示

索兰河畔勒穆利内于2022年1月1日时的人口数量为128人。